# Lycomorphodes strigosa
Lycomorphodes strigosa är en fjärilsart som beskrevs av Butler 1877. Lycomorphodes strigosa ingår i släktet Lycomorphodes och familjen björnspinnare. Inga underarter finns listade i Catalogue of Life.